# Giusto Sciacchitano
Giusto Sciacchitano (Palermo, 5 dicembre 1940) è un ex magistrato italiano.

## Biografia
Dopo gli studi in seminario, si laurea in giurisprudenza alla Pontificia Università Lateranense.
Nel 1980 è sostituto procuratore a Palermo, e il 9 maggio di quell'anno si dissocia dal procuratore Gaetano Costa nella convalida di decine di ordini di cattura contro il clan Gambino-Spatola-Inzerillo. Costa venne ucciso poco tempo dopo. Per questo motivo, il figlio del magistrato assassinato, Michele Costa, lo attaccò più volte pubblicamente.
Fu poi componente del pool antimafia di Palermo. Negli anni '90 è distaccato al ministero degli Esteri e nel 1997 è scelto dal CSM come sostituto procuratore alla Direzione Nazionale Antimafia
Nel 2010 Massimo Ciancimino dichiara che fu Sciacchitano a dirgli di tacere sugli affari di una società denominata "Gas".
L'8 novembre 2012 è nominato nuovo Procuratore nazionale antimafia aggiunto. Dal 27 dicembre, con le dimissioni di Pietro Grasso, regge la Procura nazionale antimafia fino alla nomina il 25 luglio 2013 di Franco Roberti.

## Fatti recenti
Nel febbraio 2018, a seguito di un servizio televisivo de Le Iene, gli viene sequestrato l'albergo Elena in piazza Giulio Cesare a Palermo che aveva cessato l'attività nel 2014. L'albergo continuava a operare abusivamente nonostante la licenza scaduta.